# Rolf Koppe
Rolf Koppe (* 21. August 1941 in Mahlum, Kreis Gandersheim (heute: Landkreis Hildesheim)) ist ein lutherischer Theologe und emeritierter Pastor der Evangelisch-lutherischen Landeskirche Hannovers. Er war als Leiter der Hauptabteilung „Ökumene und Auslandsarbeit“ im Kirchenamt der Evangelischen Kirche in Deutschland (EKD) in Hannover von 1993 bis 2006 deren Auslandsbischof.

## Leben
Rolf Koppe machte 1961 am Gymnasium Andreanum in Hildesheim Abitur und studierte Evangelische Theologie in Heidelberg, Wien und Göttingen. 1969 und 1970 war er Forschungsassistent beim Lutherischen Weltbund in Genf. 1970 wurde er ordiniert und war bis 1973 Gemeindepfarrer in der Pauluskirche in Hannover. Von 1973 bis 1978 arbeitete er als Studieninspektor am Predigerseminar in Rotenburg (Wümme), von 1979 bis 1984 war er Pressesprecher der Evangelisch-lutherischen Landeskirche Hannovers und danach bis 1988 Pressesprecher und Publizistikreferent im Kirchenamt der EKD in Hannover.
1988 wurde er zum Landessuperintendenten des Sprengels Göttingen der Evangelisch-Lutherischen Landeskirche Hannovers berufen. 1993 übernahm er die Leitung der Hauptabteilung III „Ökumene und Auslandsarbeit“ im Kirchenamt der EKD und wurde damit Auslandsbischof der Evangelischen Kirche in Deutschland. Dieses Amt hatte er bis zu seiner Pensionierung am 31. August 2006 inne. Koppe war Mitglied im Zentralausschuss und Exekutivausschuss des Ökumenischen Rates der Kirchen (ÖRK) und Ko-Moderator der Sonderkommission zur Mitarbeit der orthodoxen Kirchen im ÖRK, die der Vollversammlung 2006 in Porto Alegre (Brasilien) zuarbeitete. Als Auslandsbischof begleitete er intensiv die Wiedergeburt der Ev.-Luth. Kirche in Russland und anderen Staaten (ELKRAS) und führte die Dialoge mit der Russisch-Orthodoxen Kirche, der Rumänisch-Orthodoxen Kirche sowie mit dem Ökumenischen Patriarchat von Konstantinopel weiter. Besondere Kontakte pflegte er wegen der politischen Konflikte in Südosteuropa mit der Serbisch-Orthodoxen Kirche. Sein Nachfolger im Kirchenamt der EKD wurde Martin Schindehütte.
Von 2008 bis 2013 hatte Koppe einen Lehrauftrag für Systematische (ökumenische) Theologie am Institut für Evangelische Theologie an der Universität Kassel.
Koppe ist seit 1967 mit Ilse Koppe geb. Hartmann, Lehrerin für Latein und Russisch, verheiratet. Sie haben zwei gemeinsame Töchter, zwei Enkel und eine Enkelin. Sie leben seit 2006 in Göttingen.

## Auszeichnungen
- 1996: Ehrendoktorwürde der Universität Klausenburg/Hermannstadt in Siebenbürgen (Rumänien)
- Danilow-Orden der Russisch-Orthodoxen Kirche